# Parque nacional de Tam Đảo
El Parque nacional de Tam Dao (en vietnamita: Vườn quốc gia Tam Đảo) es una área protegida en el norte de Vietnam. Fue establecido en 1996, sustituyendo a la zona de conservación forestal de Tam Dao, que se formó en 1977. El parque se encuentra a unos 85 km al noroeste de Hanói.
Se extiende por una amplia zona a lo largo de la cordillera de Tam Dao y administrativamente pertenece a 6 distritos y 1 ciudad: Lap Thach, Tam Duong, Binh Xuyen y la ciudad de  Vinh Yen de la provincia de Vinh Phuc.
El parque nacional de Tam Dao se basa en la cordillera de Tam Dao. Se desarrolla por unos 80 kilómetros de noroeste a sureste, y tiene más de 20 picos con altitudes de más de 1000 m.